# 袋鞭藻目
袋鞭藻目（学名：Peranemida）是眼虫纲下的一个目。袋鞭藻目下面的物種屬於单细胞真核生物或原生生物。

## 下属分类
本目包括以下科：
- Peranemaceae
- 袋鞭藻科 Peranemidae